# Hacıhıdır, Salihli
Hacıhıdır là một xã thuộc huyện Salihli, tỉnh Manisa, Thổ Nhĩ Kỳ. Dân số thời điểm năm 2011 là 273 người.